# Кореневе
Корене́ве — село в Україні, у Роменському районі Сумської області. Населення становить 19 осіб. Входить до складу Недригайлівської селищної громади. До 2020 року орган місцевого самоврядування — Засульська сільська рада.

## Географія
Село Кореневе знаходиться на правому березі річки Сула, вище за течією на відстані 4 км розташоване село Великі Будки, нижче за течією на відстані 1 км розташоване село Цибуленки, на протилежному березі — село Віхове. Село оточене великим лісовим масивом (дуб, сосна).

## Історія
12 червня 2020 року, відповідно до розпорядження Кабінету Міністрів України № 723-р «Про визначення адміністративних центрів та затвердження територій територіальних громад Сумської області», село увійшло до складу Недригайлівської селищної громади.
19 липня 2020 року, в результаті адміністративно-територіальної реформи та ліквідації Недригайлівського району, село увійшло до складу новоутвореного  Роменського району.

## Населення

### Мова
Розподіл населення за рідною мовою за даними перепису 2001 року:
| Мова       | Кількість | Відсоток |
| ---------- | --------- | -------- |
| українська | 17        | 89.47%   |
| російська  | 2         | 10.53%   |
| Усього     | 19        | 100%     |